# Héctor Tejero
Héctor Tejero Franco (n. 1981) es un bioinformático, activista contra el cambio climático y político español.

## Biografía
Nacido el 4 de septiembre de 1981 en Madrid, Tejero, vecino de Vallecas y doctor en Bioquímica y Biología Molecular, ha trabajado como bioinformático en el Centro Nacional de Investigaciones Oncológicas (CNIO).
Conocido dentro de la izquierda madrileña por su activismo contra el cambio climático, fue incluido como candidato al número 5 de la lista de Más Madrid de cara a las elecciones a la Asamblea de Madrid de mayo de 2019 encabezada por Íñigo Errejón. Fue escogido diputado en el parlamento regional. Tejero, uno de los autores del programa de Más País, fue escogido para el número 4 de la lista electoral al Congreso de los Diputados por Madrid de la coalición electoral Más País-Equo de cara a las elecciones generales de noviembre de 2019.

## Obras
Coautor
- Tejero, Héctor; Santiago, Emilio (2019). ¿Qué hacer en caso de incendio?. Capitán Swing.[9]